# ペートラーチャー
ペートラーチャー王（1632年 - 1703年2月）はタイのアユタヤ王朝の王の一人。現・スパンブリー県のバーンプルールワンに生まれた。ナーラーイ王の下では象隊長を任命され軍事面で重宝された。ナーラーイ王が病床に伏したとき、息子のチャオプラヤー・コーサーパーンに王位に就くことを頼まれ、ギリシャ人の高官チャオプラヤー・ウィッチャイェーン（フォールコン）を殺し王位に就いた。アユタヤー王家の血が流れていないことで、反乱勢力が大きく、即位中のほとんどは反乱勢力の討伐に明け暮れていたという。
外交政策としてはナーラーイ王時代のフランスの侵略外交が祟り、鎖国を推進した。